# 田坂具隆
田坂 具隆（たさか ともたか、1902年4月14日 - 1974年10月17日）は、日本の映画監督。広島県出身。

## 来歴
瀬戸内海に面した漁村、広島県豊田郡沼田東村（現在の三原市沼田東町）に生まれた。現在は市街地となっている。5歳で母と死別、京都で父に育てられ第三高等学校（現在の京都大学）に進学するが、父の事業の失敗で中途退学。小新聞社の記者として勤務のち、病弱で兵役免除となったのを機に厳格な父の反対を押し切って1924年（大正13年）、日活大将軍撮影所へ入社。助監督となり、徳永フランク、三村源治郎、村田実、溝口健二、鈴木謙作らにつき、3年目には早くも監督に昇進した。『かぼちゃ騒動記』で監督デビュー後、『情熱の浮沈』、『阿里山の侠児』、『かんかん虫は唄う』、『この母を見よ』、『春と娘』など、様々なジャンルの作品を発表。

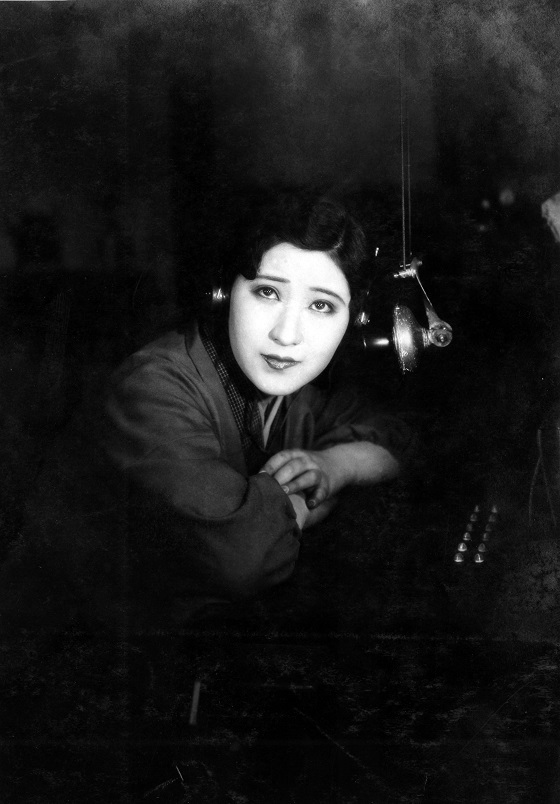
『愛の風景』主演の入江たか子(1929年)

入江たか子主演の『心の日月』の大ヒットで一線に立ち、自分の企画で映画を作れるようになった。1932年（昭和7年）、日活太秦撮影所の争議で内田吐夢、伊藤大輔、村田実らと「七人組」を結成し日活から独立、新映画社を興すが解散。新興キネマを経て『月よりの使者』と『明治一代女』のヒットで日活多摩川撮影所に復帰、ここで田坂具隆の名を日本映画史上永遠のものとする時期を迎える。　
1938年（昭和13年）、山本有三作『真実一路』と『路傍の石』の2作品は、ヒューマニズムに貫かれた田坂の代表作となった。また戦争映画の『五人の斥候兵』と『土と兵隊』では、戦う兵隊の人間らしさの表現に、暖かい眼を注ぐことを忘れなかった。どちらかといえば平凡な作風と思われがちだった人が、その持てる真価を静かに世に問うた。
同年、『五人の斥候兵』が第6回ヴェネツィア国際映画祭でイタリア民衆文化大臣賞を受賞。本作は外国で賞を獲得した最初の日本映画といわれ、日本映画界初の世界三大映画祭受賞作である。この一年を境に僚友・内田吐夢とともに日活を代表する巨匠の座についた。
1939年（昭和14年）、『土と兵隊』が第7回ヴェネツィア国際映画祭で日本映画総合賞を受賞。
1942年（昭和17年）、戦時統合により日活が映画製作から一旦撤退したため、松竹へ移籍するが、1943年（昭和18年）、助監督たちを所長のマキノ雅弘に預け、松竹下加茂撮影所を退所。内田吐夢とともに東京大船撮影所へ移動する。太平洋戦争中は岩田豊雄（獅子文六）原作の『海軍』や『必勝歌』など国策に順応した映画も撮影した。同世代の内田吐夢とはつねに並べて考えられ、論じられた。吐夢の豪気に対して、田坂は誠実一筋、生涯のライバルであった。
1944年（昭和19年）、『必勝歌』の原案を担当。監督は辞退したため小杉勇が代わり、これが小杉の初監督作品となった。
1945年（昭和20年）、召集され、郷里の広島で入隊。8月6日、広島市への原子爆弾投下に遭う。便所に入っていて助かったが、原爆症を発症し、戦後は長い闘病生活を送った。4年の闘病生活後、一時回復したことから大映東京撮影所に入り、辰巳柳太郎の映画初出演が話題となった『どぶろくの辰』（健康に不安を抱えていたため水野洽が共同監督として参加）で復帰。以後は旧来の人道主義路線に戻り、1951年（昭和26年）、ホームドラマの傑作『雪割草』を撮る。
1952年（昭和27年）、自身が被爆者であることの思いを込め、原爆を扱った『長崎の歌は忘れじ』を発表。
その後、原爆症の症状再発により、さらに3年間を闘病生活に費やし再起、1955年（昭和30年）、映画製作を再開した日活に復帰する。『女中ッ子』で左幸子の発刺とした演技を引き出し、1956年『乳母車』、1958年『陽のあたる坂道』、1959年『若い川の流れ』では太陽族映画やアクション映画とは違う石原裕次郎の新しい一面を引き出した。
1962年（昭和32年）、招かれて東映へ移籍、自身最後の仕事に打ち込む。『親鸞』『ちいさこべ』など、殺陣のない時代劇映画で中村錦之助（初代）の内面性を大きく引き出し、有馬稲子が教師役の児童映画『はだかっ子』を発表。男優中心だった東映で会社から託された2人の若手女優、佐久間良子を『五番町夕霧楼』『湖の琴』で、三田佳子を『鮫』『冷飯とおさんとちゃん』でそれぞれ演技開眼させた。
1968年（昭和43年）、松竹で『スクラップ集団』を撮り終えてからは、各社のプロデューサーの度重なる出馬要請にも健康を理由に首を縦にふらず、第一線に返り咲くことはなかった。
1974年（昭和49年）10月17日死去。享年72。墓所は左京区西林寺。

## 人物・エピソード

『キネマ旬報』1960年1月臨時増刊号より

友情に厚く、初期の脚本・山本嘉次郎や撮影・伊佐山三郎など限られた仲間と深い繋がりを持った。山田洋次が映画作家を志すきっかけとなった映画として、奉天の小学校時代に見た田坂の『路傍の石』を挙げている。
田坂の旧友で、当時、松竹京都撮影所所長だったマキノ雅弘は、昭和20年8月6日に原爆に遭った田坂の無事の報を受けたが、さらに14日の日本降伏後、田坂が被爆症状が出て危ないとの知らせを受けた。そこでマキノは山口直（月丘千秋の夫）と助監督の隅田朝二に、田坂を連れ帰るよう頼んだ。16日に広島から帰還した田坂は、直撃は受けなかったものの後始末に追われてすっかり身体が衰弱していた。マキノが医者に処方を聞くと「とにかくビタミンBとCをたっぷり注射することだ」と云われたが、医者の手元にはビタミン剤があまりなかった。薬局も「品切れ」といって売ってくれず、そうこうするうち田坂は髪の毛が抜け落ち、みるみる弱っていく。マキノはやむを得ず悪い連中の頭株を集め相談したところ、「薬局は必ず持っているがヤミ値がついているし売り惜しみしている」とのことで、「仕方がないから盗っ人に忍び込ませて、金を置いておいて盗ませよう」ということになった。盗人はすぐに盗んできてくれたが、「店に黙って入っただけや」と云ってどうしても御礼を受け取ってくれなかった。こうしてマキノらの尽力によるビタミン注射で田坂はなんとか体力を回復することができた。
原爆を扱った『長崎の歌は忘れじ』発表後、田坂は原爆症が再発してさらに3年闘病生活を送った。この間、妻の女優・瀧花久子が献身的に生活を支えた。「原爆のすごさは語っても分かってもらえない」と、ほとんど原爆体験について話すことはなかった。
昭和26年作品『雪割草』は、深刻な家族の葛藤を甘いホームドラマのスタイルで描いた作品だが、日本では興行的にも批評の上でも、ごく凡庸な作品との評価に留まっていた。しかし、『羅生門』と一緒にインドに紹介されると、いずれ劣らぬ優れた作品として注目され、多くの模倣作を生んでインド映画に強い影響を与えた。日本では凡庸と見られた主題とスタイルの多くが、インドでは強くアピールする現実性を持っていたともいわれる。田坂が亡くなった時、そのニュースがニューデリーで開催中のインド映画祭の会場に届けられると、インドの映画人たちは『雪割草』の思い出のために田坂の霊に黙祷を捧げた。
女優の瀧花久子は妻、弟に同じく映画監督の田坂勝彦がいる。

## 監督作品
- 五人の斥候兵（1938年）
- 土と兵隊（1939年）
- どぶろくの辰（1949年）
- 雪割草（1951年）
- 長崎の歌は忘れじ（1952年）
- 女中ッ子（1955年）
- 乳母車（1956年）
- 今日のいのち（1957年）
- 陽のあたる坂道（1958年）
- 若い川の流れ（1959年）
- 親鸞（1960年）
- はだかっ子（1961年）
- ちいさこべ（1962年）
- 五番町夕霧楼（1963年）
- 鮫（1964年）
- 冷飯とおさんとちゃん（1965年）
- 湖の琴（1966年）
- スクラップ集団（1967年）